# Moonia
Moonia là một chi thực vật có hoa trong họ Cúc (Asteraceae).

## Loài
Chi Moonia gồm các loài: